# Hlobî (Runivșciîna), Poltava
Hlobî (în ucraineană Глоби) este un sat în comuna Runivșciîna din raionul Poltava, regiunea Poltava, Ucraina.

## Demografie
Componența lingvistică a localității Hlobî
     Ucraineană (100%)
Conform recensământului din 2001, toată populația localității Hlobî era vorbitoare de ucraineană (100%).